# Rio Durduc (Bârlad)
O Rio Durduc é um rio da Romênia, afluente do Bârlad, localizado no distrito de Iaşi,

Vaslui.